# エンプロイー・バイアウト
エンプロイー・バイアウト（英: Employee Buyout、EBO）は従業員（エンプロイー）による自社の買収（バイアウト）である。
中小企業など中心に古くから盛んに行われている。日本では、村上ファンドが松坂屋及び従業員に対し提案したとされる。

## 概説
従業員は本来、勤務先との間で雇用契約により業務に従事しているだけであって、勤務先の所有関係には関与していないのが通常である。その従業員が、自己資金や借入れなどにより、勤務先の株式を取得し経営に参加などするのがエンプロイー・バイアウトである。従業員が単独または複数によって買収する場合には、通常は、買収後の企業は株式の公開を行わない非公開会社となることから、外部からの企業買収に対する対抗策として用いられることもある。
経営陣が行う場合はマネジメント・バイアウト（MBO）という。広義には、オーナーでない経営陣によるマネジメント・バイアウトも含む概念である。規模が大きく従業員の借入れなどでは不十分な場合は、第三者が出資参加するなどの方法も可能で、上場企業のマネジメント・バイアウトなどの時には第三者の出資額が多い場合がほとんどである。第三者の出資比率が高い場合は、一定期間経営して企業価値を向上させた後の株式公開を前提としており、株式公開によって出資資本の回収を目的とする投資ファンドによるものが多い。同時に、EBOを行った従業員にとっても向上させた企業価値に対するリターンを得る場ともなる。

## 日本における主な事例
- エフモード - 2002年10月 [1]
- ホテルセイリュウ 株式会社石切ゆめ倶楽部（大阪府東大阪市） - 2003年 [2]
- 旭電化 - 2000年6月[注 1]
- ポッカコーポレーション - 2005年12月
- ホームアドバイザー（現・オウチーノ） - 2006年12月
- YOCASOL - 2007年7月
- 明光商会 - 2007年9月
- ラクオリア創薬（旧・ファイザー製薬中央研究所） - 2008年2月
- くめ・クオリティ・プロダクツ [3]（金砂郷食品株式会社を新規設立 [4]） - 2009年9月
- ハーキュリーズ（JVCエンタテインメントタレントマネジメント部門） - 2011年3月
- シックス・アパート[5] - 2016年7月
- ユニゾホールディングス - 2019年、日本の上場会社のEBOとして初

## 日本におけるMEBOの事例
- サンスター - 一般ではMBOの事例として定着しているが、公式上ではMEBOの事例として発表している。
- インクグロウ - 2011年2月[6] [7]
- 湘南ゼミナール - 2017年7月[8]